# Войо Куші
Войо Куші (алб. Vojo Kushi; 3 серпня 1918, Врака, біля Шкодера — пом. 10 жовтня 1942, Кодра Куге) — албанський і югославський комуніст, партизан, один із засновників комуністичної групи у Шкодері, після італійської окупації Албанії у квітні 1939 року. Був проголошений Народним героєм Югославії югославським комуністичним урядом 12 лютого 1945 року. Він був визнаний «Героєм Албанії» комуністичним урядом у 1946 році.
Куші (серб. Kušić) народився в албанській сербській родині. Під час Другої світової війни брав участь в албанському партизанському русі. Куші був посланий урядом Албанії на навчання у Військову академію у Белграді, Югославія.
10 жовтня 1942 року, Куші, разом з двома соратниками, які перебували у невеликому будинку у Кодра Куге, був оточений і атакований італійськими військами. Після шестигодинний облоги, Куші вийшов з укриття (після закінчення боєприпасів) і був убитий.
Про нього був знятий документальний фільм Vojo Kushi (1969). На честь Куші було названо стадіон у Шкодрі.